# Miss República Dominicana 2006
El certamen Miss República Dominicana 2006 fue celebrado el 18 de diciembre de 2005. La ganadora escogida representó a la República Dominicana en el Miss Universo 2006 y en Miss Continente Americano 2006.

## Resultados
| Resultados                     | Candidatas |
| ------------------------------ | --- |
| Miss República Dominicana 2006 | Santiago - Mia Taveras |
| 1ra Finalista                  | Espaillat - Eva Arias |
| 2da Finalista                  | Distrito Nacional - Dawilda González |
| 3ra Finalista                  | Monseñor Nouel - Marta González |
| 4ta Finalista                  | Santiago Rodríguez - Elízabeth Thomas |
| 5ta Finalista                  | María Trinidad Sánchez - Katia Gutiérrez |
| Top 12 Semifinalistas          | La Altagracia - Aimeé Melo La Romana - Tania Medina La Vega - Aimeé Durán Puerto Plata - Hismelda Upia Santo Domingo - Paola Torres-Cohen Valverde - Náthalie Espinal |

### Premios especiales
- Mejor Rostro - Mía Taveras (Santiago)
- Miss Fotogénica - Nathalie Espinal (Valverde)
- Mejor Traje Típico - Mía Taveras (Santiago)
- Miss Simpatía - Arianna Labrada (San Pedro de Macorís)

| Predecesor: Renata Soñé Distrito Nacional | Miss República Dominicana 2006 | Sucesor: Massiel Taveras Santiago |

### Premios Preliminares
- Mejor Cabello - Katia Gutiérrez (María Trinidad Sánchez)
- Mejor Piel - Paola Torres (Santo Domingo)
- Miss Comunicación - Ana Contreras (Barahona)
- Miss Fashion - Eva Arias (Espaillat)
- Miss Fitness - Arianna Labrada (San Pedro de Macorís)
- Miss Ojos Bonitos - Aimée Durán (La Vega)

### Orden de Finalistas
| - 1.Santiago Rodríguez - 2.Monseñor Nouel - 3.Espaillat - 4.María Trinidad Sánchez - 5.Santiago - 6.Distrito Nacional |

### Orden de Semifinalistas
| - 1.Santiago - 2.La Altagracia - 3.La Romana - 4.La Vega - 5.Valverde - 6.María Trinidad Sánchez | - 7.Espaillat - 8.Santo Domingo - 9.Monseñor Nouel - 10.Puerto Plata - 11.Santiago Rodríguez - 12.Distrito Nacional |

### Puntuaje Final
| \| Rto. \| Traje \| Bañador \| Promedio \| Pregunta \| \| ---------------------- \| ----- \| ------- \| -------- \| -------- \| \| Santiago \| 9.641 \| 9.006 \| 9.324 \| 9.440 \| \| Espaillat \| 9.498 \| 9.541 \| 9.520 \| 9.410 \| \| Distrito Nacional \| 8.954 \| 9.123 \| 9.039 \| 9.210 \| \| Monseñor Nouel \| 8.821 \| 8.687 \| 8.754 \| 9.120 \| \| Santiago Rodríguez \| 8.936 \| 9.001 \| 8.969 \| 9.080 \| \| María Trinidad Sánchez \| 9.071 \| 8.852 \| 8.962 \| 8.790 \| \| Santo Domingo \| 8.425 \| 8.999 \| 8.712 \| \| \| La Romana \| 9.500 \| 8.610 \| 8.499 \| \| \| La Vega \| 8.124 \| 8.094 \| 8.109 \| \| \| Puerto Plata \| 7.976 \| 7.861 \| 7.919 \| \| \| Valverde \| 7.821 \| 7.830 \| 7.826 \| \| \| La Altagracia \| 7.645 \| 7.931 \| 7.788 \| \| | Ganadora Primera Finalista Segunda Finalista Tercera Finalista Cuarta Finalista Quinta Finalista Semifinalistas |         |          |          |
| Rto. | Traje | Bañador | Promedio | Pregunta |
| Santiago | 9.641 | 9.006   | 9.324    | 9.440    |
| Espaillat | 9.498 | 9.541   | 9.520    | 9.410    |
| Distrito Nacional | 8.954 | 9.123   | 9.039    | 9.210    |
| Monseñor Nouel | 8.821 | 8.687   | 8.754    | 9.120    |
| Santiago Rodríguez | 8.936 | 9.001   | 8.969    | 9.080    |
| María Trinidad Sánchez | 9.071 | 8.852   | 8.962    | 8.790    |
| Santo Domingo | 8.425 | 8.999   | 8.712    |          |
| La Romana | 9.500 | 8.610   | 8.499    |          |
| La Vega | 8.124 | 8.094   | 8.109    |          |
| Puerto Plata | 7.976 | 7.861   | 7.919    |          |
| Valverde | 7.821 | 7.830   | 7.826    |          |
| La Altagracia | 7.645 | 7.931   | 7.788    |          |

## Candidatas
| Representa                   | Candidata                           | Año | Altura          | Oriunda                      |
| ---------------------------- | ----------------------------------- | --- | --------------- | ---------------------------- |
| Barahona                     | Ana Rita Contreras Sosa             | 21  | 1,70 m (5′ 7″)  | Bayaguana                    |
| Comunidad Dom. en los EE.UU. | Massiel Jackelín Hernández Adames   | 20  | 1,71 m (5′ 7″)  | Filadelfia                   |
| Distrito Nacional            | Dawilda Nereyda González Cid        | 22  | 1,81 m (5′ 11″) | Santo Domingo                |
| Espaillat                    | Eva Carolina Arias Viñas            | 20  | 1,82 m (6′ 0″)  | Moca                         |
| La Altagracia                | Aimeé Elaine Melo Hernández         | 21  | 1,73 m (5′ 8″)  | Santo Domingo                |
| La Romana                    | Tania Yolanda Medina Collado        | 23  | 1,71 m (5′ 7″)  | La Romana                    |
| La Vega                      | Aimeé Carolina Durán Rodríguez      | 19  | 1,78 m (5′ 10″) | Concepción de La Vega        |
| María Trinidad Sánchez       | Katia Altagracia Gutiérrez Balbuena | 21  | 1,77 m (5′ 10″) | Río San Juan                 |
| Monseñor Nouel               | Marta María González Liriano        | 22  | 1,77 m (5′ 10″) | Bonao                        |
| Monte Cristi                 | María Anibelka Clase Jiménez        | 23  | 1,78 m (5′ 10″) | San Fernando de Monte Cristi |
| Monte Plata                  | Mariela Joselín Rosario Jiménez     | 24  | 1,86 m (6′ 1″)  | Monte Plata                  |
| Puerto Plata                 | Hismelda Margarita Upia de Rosario  | 22  | 1,73 m (5′ 8″)  | San Felipe de Puerto Plata   |
| Salcedo                      | Dawelly Domínguez Hernández         | 18  | 1,76 m (5′ 9″)  | Santo Domingo                |
| San Cristóbal                | Johana Amelkys Martínez Castro      | 18  | 1,79 m (5′ 10″) | Bajos de Haina               |
| San José de Ocoa             | Lila del Carmen León Guzmán         | 19  | 1,74 m (5′ 9″)  | Santo Domingo                |
| San Juan                     | Kadulis Sofía Oviedo Merán          | 20  | 1,81 m (5′ 11″) | Santo Domingo                |
| San Pedro de Macorís         | Arianna Karina Labrada Cepeda       | 21  | 1,78 m (5′ 10″) | San Pedro de Macorís         |
| Santiago                     | Mía Lourdes Taveras López           | 19  | 1,83 m (6′ 0″)  | Santiago de los Caballeros   |
| Santiago Rodríguez           | Elízabeth Reyna Thomas Germán       | 21  | 1,79 m (5′ 10″) | San Ignacio de Sabaneta      |
| Santo Domingo                | Paola María Torres-Cohen Hawa       | 20  | 1,76 m (5′ 9″)  | Santiago de los Caballeros   |
| Valverde                     | Náthalie Margarita Espinal Torres   | 20  | 1,75 m (5′ 9″)  | Santiago de los Caballeros   |

## Puntuaje Preliminar
| Representa             | Traje de Baño | Traje de Gala | Entrevista | Average |
| ---------------------- | ------------- | ------------- | ---------- | ------- |
| Distrito Nacional      | 9.421         | 9.758         | 9.461      | 9.547   |
| Espaillat              | 9.445         | 9.743         | 9.154      | 9.447   |
| Santiago               | 9.345         | 9.420         | 9.242      | 9.336   |
| Santiago Rodríguez     | 9.453         | 9.041         | 9.097      | 9.197   |
| Monseñor Nouel         | 9.276         | 9.012         | 8.973      | 9.087   |
| Santo Domingo          | 8.812         | 9.214         | 9.199      | 9.075   |
| María Trinidad Sánchez | 9.152         | 9.214         | 8.840      | 9.069   |
| La Vega                | 9.110         | 9.072         | 9.346      | 9.065   |
| Valverde               | 8.746         | 8.703         | 8.821      | 8.757   |
| La Romana              | 8.913         | 8.372         | 8.861      | 8.715   |
| La Altagracia          | 8.596         | 8.468         | 8.610      | 8.558   |
| Puerto Plata           | 7.906         | 8.643         | 9.051      | 8.533   |
| Barahona               | 8.248         | 8.403         | 8.346      | 8.332   |
| Com. Dom. En EE.UU     | 8.102         | 8.014         | 8.200      | 8.105   |
| San José de Ocoa       | 7.932         | 7.942         | 7.914      | 7.929   |
| San Cristóbal          | 7.843         | 7.761         | 7.823      | 7.809   |
| Monte Plata            | 7.732         | 7.666         | 7.617      | 7.672   |
| San Pedro de Macorís   | 7.581         | 7.831         | 7.231      | 7.548   |
| Monte Cristi           | 7.264         | 7.504         | 7.454      | 7.407   |
| San Juan               | 7.214         | 7.203         | 7.423      | 7.280   |
| Salcedo                | 7.068         | 7.165         | 7.214      | 7.149   |

## Trivia
- Miss Santiago Rodríguez compitió en Miss República Dominicana 2005.
- Miss Espaillat entraría al Miss República Dominicana 2010, ganando el certamen.
- Marta González Liriano, Miss Moseñor Nouel se convertiría en una famosa actriz y trabajaría en una novela muy famosa llamada Alguien Te Mira